# Крутенский
 Крутенский  — поселок в Шабалинском районе Кировской области. Входит в состав Гостовского сельского поселения.

## География
Расположен на расстоянии примерно 11 км по прямой на запад от райцентра посёлка Ленинского у железнодорожной линии Свеча-Котельнич.

## История
Известен с 1939 года как лесоучасток, в 1950 (Крутенский подучасток) хозяйств 111 и жителей 311, в 1989 54 жителя .

## Население
Постоянное население составляло 28 человек (русские 100%) в 2002 году, 13 в 2010.